# Константан
Константан (от лат. constans, род.п. constantis — постоянный, неизменный) — термостабильный сплав на основе меди (около 59%) с добавкой никеля (39—41%) и марганца (1—2%).

## История
Впервые получен американским изобретателем Эдвардом Вестоном в 1888 году как материал для катушек электроизмерительных приборов, сопротивление которого не зависит от температуры.  Изобретатель назвал его «Сплав № 2», но германские производители, у которых он разместил заказ на производство проволоки из нового материала, дали ему собственное наименование «Константан», под которым он получил известность.

## Свойства
Сплав имеет:
- высокое удельное электрическое сопротивление (около 0,5 мкОм·м);
- минимальное значение температурного коэффициента электрического сопротивления;
- высокую термоэлектродвижущую силу в паре с медью, железом, хромелем;
- коэффициент теплового расширения 14,4⋅10−6 °C−1;
- плотность 8800—8900 кг/м3;
- температура плавления около 1260 °C;
- хорошо поддаётся обработке.

Идёт на изготовление термопар, активного элемента тензодатчика, реостатов и электронагревательных элементов с рабочей температурой до 400—500 °C, измерительных приборов высокого класса точности.